# IC 2344
IC 2344 је појединачна звијезда у сазвјежђу Рак која се налази на листи објеката дубоког неба у Индекс каталогу.
Деклинација објекта је + 18° 39' 34" а ректасцензија 8h 23m 54,9s.